# Дом Гаджи Мустафы Расулова
Дом Гаджи Мустафы Расулова (азерб. Hacı Mustafa Rəsulovun mülkü) — здание, построенное Антоном Кандиновым и Никанором Твердохлебовым в 1884–1885 годах по заказу Гаджи Мустафы Расулова. До 1918 г., на первом этаже здания размещались различные магазины и склады, а на втором этаже располагалась гостиница Исламийя. Во время мартовского геноцида 1918 г. здание было подожжено армянами.Постановлением Кабинета министров Азербайджанской Республики № 132 от 2 августа 2001 года здание охраняется государством и внесена в список памятников архитектуры.

## История
Согласно информации, предоставленной арендодателем Гаджи Мустафой Расуловым Чрезвычайной Следственной Комиссии Азербайджанской Демократической Республики в 1918 г., на первом этаже дома было 26 магазинов снаружи и 14 внутри. Наверху находилась гостиница Исламийя (60 номеров). Главный фасад составляет 70 шагов по улице Губернская, боковой фасад составляет 55 шагов до улицы Базарная, а задний фасад дома составляет 70 шагов до улицы Старо-Почтовая.
Первый этаж дома был сдан в аренду Расуловым, а гостиница Исламийя принадлежала Исмаилу Гулу оглу Махмудову. По подсчетам 1918 года, постройка стоила более 1 миллиона рублей. Здание было подожжено армянами в 1918 году во время мартовского геноцида. На тот момент только наполовину разрушенные двухэтажные стены и трехэтажные стены со следами от пламени и дыма на Базарной улице и остались от здания.
После реконструкции в 1930 году, на первом этаже здания был создан пешеходный переход по улице Базарной, и Музыкальная Школа № 6. находилась на втором этаже.
В настоящее время на первом этаже здания расположены различные магазины, а на втором - гостиница.